# Meshack Ubochioma
Meshack Izuchukwu Ubochioma (Nigéria, 2001. november 29. –) labdarúgó, aki a Kazincbarcika játékosa.

## Pályafutása

### Klubcsapatokban
Ubochioma szülőhazájában, egy Nigériában található akadémián nevelkedett, de többek között a francia Paris Saint-Germain FC csapatánál is járt próbajátékon.
Miután betöltötte a 18. életévét Magyarországra igazolt a Zalaegerszeg csapatához. Itt nem tudott egyből az aktív rotációba kerülni, ezért a szlovén Nafta Lendva csapatához került kölcsönbe, ahol 18 meccsen 12 góllal mutatkozott be.
2024. augusztus 3-án aláírt a skót élvonalba frissen feljutó Dundee United csapatához. 2025 januárjában kölcsönadták a Livingstonnak. Miután háromszor lépett pályára a Dundee Unitedben, és hatszor a Livingstonnál, egy skóciai szezon után szabadon igazolhatóvá vált.

## Sikerei, díjai

### Klubcsapatokkal
Zalaegerszeg
- Magyar kupagyőztes: 2022–23